# Cratere Slipher (Luna)
Slipher è un cratere lunare di 74,65 km situato nella parte nord-occidentale della faccia nascosta della Luna.
Il cratere è dedicato ai fratelli astronomi statunitensi Earl Slipher e Vesto Slipher.